# Got Talent da Pérsia
O Persia's Got Talent é um spin-off do show de talentos britânico Got Talent, voltado para o público de língua persa em todo o mundo, principalmente no Irã (também conhecido como "Pérsia"). É produzido fora do Irã e transmitido no MBC Persia, parte do Oriente Médio Broadcasting Center, desde 31 de janeiro de 2020.